# Líneas de Media Distancia en Cataluña
Las líneas regionales o de Media Distancia en Cataluña son 11 líneas de ferrocarril, de ancho ibérico convencional y UIC alta velocidad, operadas por Rodalies de Catalunya (Renfe), FGC y Renfe Operadora (Media Distancia y Avant). Hay nueve líneas de ancho ibérico convencional, de estas, siete son de los servicios regionales de Rodalies de Catalunya, una línea (RL2) de FGC, y una última de Renfe Media Distancia, estas líneas unen poblaciones de Cataluña, algunas de las cuales llegan también a otros territorios españoles como Aragón y la Comunidad Valenciana, y al departamento francés de Pirineos Orientales (Rodalies solo opera los trayectos que empiezan y terminan en Cataluña y en Francia). También hay dos líneas de alta velocidad Avant de ancho UIC por la LAV Madrid-Zaragoza-Barcelona-Frontera francesa, estas últimas operadas solo por Renfe Operadora.
Anteriormente estas líneas eran denominadas Ca seguidas de un número, pero cuando Renfe Operadora unificó todas sus líneas de Media Distancia pasaron a denominarse con un número. Los trayectos que empiezan y terminan en Cataluña reciben aparte otra denominación con la R al crearse la marca comercial Rodalies de Catalunya que unifica las líneas de Cercanías y Regionales. Las que son superior a diez, son las de servicios regionales (R11, R13, R14, R15, R16 y R17). Las de un dígito son las de cercanías (Hay 2 líneas R5 y R6 que son las únicas del tipo cercanías operadas por FGC).
La Línea Ca7 Lérida-Puebla de Segur (ahora RL2 y RL1) es la única que se ha transferido la operación e infraestructura a la Generalidad de Cataluña (a excepción de un trazado de 1,9 km aún propiedad de Adif). Ferrocarriles de la Generalidad de Cataluña es la propietaria, y no fue hasta el 2016 que Renfe dejó de operar los servicios y se encargó FGC (Actual línea RL2 y RL1). En el caso de la Línea Ca5 (Barcelona - Vic - Puigcerdá - Latour-de-Carol) fue transferida la gestión y forma parte de Rodalies de Catalunya y se opera como regional cadenciado con la línea R3 de cercanías (cercanías hasta Vic, a partir de esta estación pasa a ser regional cadenciado hasta Puigcerdá - Latour de Carol-Enveitg), razón por la cual ha desaparecido esta denominación.
Actualmente hay en proyecto el Tren-tram del Bages, un tren semiurbano en la comarca del Bages.

## Líneas
| Línea                                                                     | Tipo de Servicio           | Tipo de tren                 | Trayecto                                | Estaciones |  |
| ------------------------------------------------------------------------- | -------------------------- | ---------------------------- | --------------------------------------- | --- |  |
|                                                                           | MD y Regional              | 449 y 447 PMR Regional       | Barcelona - Gerona - Figueras - Portbou | Barcelona Sants · Barcelona-Paseo de Gracia · Barcelona Clot-Aragón · San Andrés Condal · Granollers · San Celoni · Massanet-Massanas · Sils · Caldas de Malavella · Riudellots · Fornells de la Selva · Gerona · Celrá · Bordils-Juyá · Flassá · San Jordi Desvalls · Camallera · San Miguel de Fluviá · Vilamalla · Figueras · Vilajuïga · Llansá · Colera · Portbou · Cerbère |  |
|                                                                           | Regional Exprés y Regional | 448 y 470                    | Barcelona - La Plana - Lérida           | Barcelona Estación de Francia · Barcelona-Paseo de Gracia · Barcelona Sants · Villanueva y Geltrú · San Vicente de Calders · Roda de Mar · Roda de Bará · Salomó · Vilabella · Nulles-Bràfim · Valls · La Plana-Picamoixons · La Riba · Vilaverd · Montblanc · Espluga de Francolí · Vimbodí · Vinaixa · La Floresta · Borjas Blancas · Juneda · Puigvert de Lérida · Lérida-Pirineos |  |
|                                                                           | Regional Exprés y Regional | 470 448                      | Barcelona - Tarragona - Lérida          | Barcelona Estación de Francia· Barcelona-Paseo de Gracia · Barcelona Sants · Villanueva y Geltrú · San Vicente de Calders · Tarragona · Reus · La Selva del Campo · Alcover · La Plana-Picamoixons · La Riba · Vilaverd · Montblanch · Espluga de Francolí · Vimbodí · Vinaixa · La Floresta · Borjas Blancas · Juneda · Puigvert de Lérida · Lérida-Pirineos |  |
|                                                                           | Regional Exprés y Regional | 448 470 449                  | Barcelona - Reus - Ribarroja de Ebro    | Barcelona Estación de Francia · Barcelona-Paseo de Gracia · Barcelona Sants · Villanueva y Geltrú · San Vicente de Calders · Tarragona · Vilaseca de Solcina · Reus · Las Borjas del Campo · Riudecanyes-Botarell · Duesaigües-L'Argentera · Pradell · Marçá-Falset · Capçanes · Els Guiamets · Mora la Nueva · Ascó · Flix · Ribarroja de Ebro |  |
|                                                                           | Regional Exprés            | 470 447 PMR Regional 448 449 | Barcelona - Tarragona - Tortosa         | Barcelona-Estación de Francia · Barcelona-Paseo de Gracia · Barcelona Sants · Villanueva y Geltrú · San Vicente de Calders · Torredembarra · Altafulla-Tamarit · Tarragona · Vilaseca · Cambrils · Montroig del Camp · Hospitalet del Infante (Vandellós) · Ametlla de Mar · La Ampolla-El Perelló-Deltebre · Camarles-Deltebre · La Aldea-Amposta · Campredó · Tortosa |  |
|                                                                           | Regional Exprés            | 448 449 447 PMR Regional     | Barcelona - Tarragona - Port Aventura   | Barcelona-Estación de Francia · Barcelona-Paseo de Gracia · Barcelona Sants · Villanueva y Geltrú · San Vicente de Calders · Torredembarra · Altafulla-Tamarit · Tarragona · Port Aventura |  |
| 34                                                                        | Regional Exprés            | 448 470                      | Zaragoza - Caspe - Barcelona            | Zaragoza-Delicias · Zaragoza-Portillo. · Miraflores · El Burgo de Ebro · Fuentes de Ebro · Pina · Quinto · La Zaida-Sástago · Azaila · La Puebla de Híjar · Samper · Escatrón · Chiprana · Caspe · Valle de Pilas · Fabara · Nonaspe · Fayón-La Pobla de Massaluca · Ribarroja de Ebro · Flix · Ascó · Mora la Nueva · Marsá-Falset · Pradell · Dosaiguas-La Argentera · Riudecañas-Botarell · Las Borjas del Campo · Reus · Tarragona · San Vicente de Calders · Barcelona Sants · Barcelona-Paseo de Gracia · -Barcelona-Estación de Francia |  |
| 'AVE' Línea de alta velocidad Madrid-Zaragoza-Barcelona-Frontera francesa |                            |                              |                                         | |  |
| Avant 83                                                                  | Avant                      | S120                         | Lérida - Tarragona - Barcelona          | Lérida Pirineos - Campo de Tarragona - Barcelona-Sants |  |
| Avant                                                                     |                            |                              | Barcelona - Gerona - Figueras           | Barcelona Sants - Gerona - Figueras-Vilafant |  |